# ドゥツェ
ドゥツェ(Dutse)はナイジェリア北部のジガワ州の州都。
2006年の人口は約15.3万人。

## 歴史
1884年、ニジェール海岸保護領に併合された。
1900年、北部ナイジェリア保護領に併合された。
1914年、英領ナイジェリア植民地に併合された。
1960年、ナイジェリアがイギリスから独立した。
ドゥツェは北部州に編入された。
1967年、カノ州に編入された。
1991年、カノ州の北東部を割いてジガワ州が新設され、ドゥツェは州都になった。
2011年11月、ドゥツェ連邦大学が開校した。